# Cicerbita seticuspis
Cicerbita seticuspis là một loài thực vật có hoa trong họ Cúc. Loài này được (Boiss.) Bornm. mô tả khoa học đầu tiên năm 1944.